# مرزة مرقطة
مُرزة مرقطة أو عُقيب أرقط أو صقر الدخان (الاسم العلمي: Circus assimilis)، نوع من العقيب التي تنتمي إلى فصيلة البازية. يستوطن أستراليا وإندونيسيا.